# MKB-10 Poglavje VI: Bolezni živčevja
| Mednarodna klasifikacija bolezni in sorodnih zdravstvenih problemov 10. popravljena izdaja | Mednarodna klasifikacija bolezni in sorodnih zdravstvenih problemov 10. popravljena izdaja | Mednarodna klasifikacija bolezni in sorodnih zdravstvenih problemov 10. popravljena izdaja     |
| Poglavje                                                                                   | Kategorije                                                                                 | Naslov                                                                                         |
| ------------------------------------------------------------------------------------------ | ------------------------------------------------------------------------------------------ | ---------------------------------------------------------------------------------------------- |
| I                                                                                          | A00-B99                                                                                    | Nekatere infekcijske in parazitske bolezni                                                     |
| II                                                                                         | C00-D48                                                                                    | Neoplazme                                                                                      |
| III                                                                                        | D50-D89                                                                                    | Bolezni krvi in krvotvornih organov in nekatere bolezni, pri katerih je udeležen imunski odziv |
| IV                                                                                         | E00-E90                                                                                    | Endokrine, prehranske in presnovne bolezni                                                     |
| V                                                                                          | F00-F99                                                                                    | Duševne in vedenjske motnje                                                                    |
| VI                                                                                         | G00-G99                                                                                    | Bolezni živčevja                                                                               |
| VII                                                                                        | H00-H59                                                                                    | Bolezni očesa in adneksov                                                                      |
| VIII                                                                                       | H60-H95                                                                                    | Bolezni ušesa in mastoida                                                                      |
| IX                                                                                         | I00-I99                                                                                    | Bolezni obtočil                                                                                |
| X                                                                                          | J00-J99                                                                                    | Bolezni dihal                                                                                  |
| XI                                                                                         | K00-K93                                                                                    | Bolezni prebavil                                                                               |
| XII                                                                                        | L00-L99                                                                                    | Bolezni kože in podkožja                                                                       |
| XIII                                                                                       | M00-M99                                                                                    | Bolezni mišično-skeletnega sistema in vezivnega tkiva                                          |
| XIV                                                                                        | N00-N99                                                                                    | Bolezni sečil in spolovil                                                                      |
| XV                                                                                         | O00-O99                                                                                    | Nosečnost, porod in poporodno obdobje                                                          |
| XVI                                                                                        | P00-P96                                                                                    | Nekatera stanja, ki izvirajo v obporodnem obdobju                                              |
| XVII                                                                                       | Q00-Q99                                                                                    | Prirojene malformacije, deformacije in kromosomske nenormalnosti                               |
| XVIII                                                                                      | R00-R99                                                                                    | Simptomi, znaki in nenormalni klinični in laboratorijski izvidi, ki niso uvrščeni drugje       |
| XIX                                                                                        | S00-T98                                                                                    | Poškodbe, zastrupitve in nekatere druge posledice zunanjih vzrokov                             |
| XX                                                                                         | V01-Y98                                                                                    | Zunanji vzroki obolevnosti in umrljivosti                                                      |
| XXI                                                                                        | Z00-Z99                                                                                    | Dejavniki, ki vplivajo na zdravstveno stanje in na stik z zdravstveno službo                   |
| XXII                                                                                       | U00-U99                                                                                    | Kode za posebno uporabo                                                                        |

Mednarodno klasifikacijo bolezni in sorodnih zdravstvenih problemov 10-ta revizija (MKB-10) objavlja Svetovna zdravstvena organizacija (WHO)..  Ta stran vsebuje MKB-10 Poglavje VI: Bolezni živčevja.

## G00-G99 - Bolezni živčevja

### (G00-G09) Vnetne bolezni centralnega živčevja
- (G00) Bakterijski meningitis, ki ni uvrščen drugje
  - (G00.0) Hemofilusov meningitis
  - (G00.1) Pnevmokokni meningitis
  - (G00.2) Streptokokni meningitis
  - (G00.3) Stafilokokni meningitis
  - (G00.8) Drugi vrste bakterijski meningitis
    - Meningitis, ki ga povzroča Escherichia coli
    - Meningitis, ki ga povzroča Bacillus Friedländer
    - Meningitis, ki ga povzroča Klebsiella

  - (G00.9) Bakterijski meningitis, neopredeljen

- (G01) Meningitis pri bakterijskih boleznih, uvrščenih drugje
- (G02) Meningitis pri drugih infekcijiskih in parazitskih boleznih, uvrščenih drugje

- (G03) Meningitis zaradi drugih in neopredeljenih vzrokov
  - (G03.0) Nepiogeni meningitis
    - Nebakterijski meningitis

  - (G03.1) Kronični meningitis
  - (G03.2) Benigni rekurentni meningitis (Mollaret)
  - (G03.8) Meningitis zaradi drugih opredeljenih vzrokov
  - (G03.9) Meningitis, neopredeljen
    - Arahnoiditis (spinalni) BDO

- (G04) Encefalitis, mielitis in encefalomielitis
  - (G04.0) Akutni diseminirani encefalitis
    - Encefalitis po imunizaciji
    - Encefalomielitis po imunizaciji

  - (G04.1) Tropiska spastična paraplegija
  - (G04.2) Bakterijski meningoencefalitis in meningomielitis, ki ni uvrščen drugje
  - (G04.8) Druge vrste encefalitis, mielitis in encefalomielitis
    - Postinfekcijski encefalitis in encefalomielitis BDO

  - (G04.9) Encefalitis, mielitis in encefalomielitis, neopredeljen
    - Ventrikulitis (cerebralni) BDO

- (G05) Encefalitis, mielitis in encefalomielitis pri boleznih, uvrščenih drugje
- (G06) Intrakranialni in intraspinalni absces in granulom
- (G07) Intrakranialni in intraspinalni absces in granulom pri boleznih, uvrščenih drugje
- (G08) Intrakranialni in intraspinalni flebitis in tromboflebitis
- (G09) Kasne posledice vnetnih bolezni centralnega živčevja

### (G10-G13) Sistemske atrofije, ki primarno prizadenejo centralno živčevje
- (G10) Huntingtonova bolezen

- (G11) Hereditarna ataksija
  - (G11.0) Prirojena neprogresivna ataksija
  - (G11.1) Cerebelarna ataksija z zgodnjim začetkom
    - Cerebelarna ataksija z zgodnjim začetkom z esencialnim tremorjem
    - Cerebelarna ataksija z zgodnjim začetkom z mioklonusom (Huntova ataksija)
    - Cerebelarna ataksija z zgodnjim začetkom z ohranjenimi tetivnimi refleksi
    - Friedreichova ataksija (avtosomno recesivna)
    - [Na kromosom X vezana recesivna spinocerebelarna ataksija

  - (G11.2) Cerebelarna ataksija s kasnim začetkom
  - (G11.3) Cerebelarna ataksija s pomanjkljivim obnavljanjem DNK
    - Ataksija teleangiektazija (Louis-Bar)

  - (G11.4) Hereditarna spastična paraplegija
  - (G11.8) Druge hereditarne ataksije
  - (G11.9) Hereditarna ataksija, neopredeljena

- (G12) Spinalna mišična atrofija in sorodni sindromi
  - (G12.0) Infantilna spinalna mišična atrofija Werdnig-Hoffman (tip 1)
  - (G12.1) Druge vrste dedna spinalna mišična atrofija
    - Progresivna bulbarna paraliza v otroštvu (Fazio-Londe)
    - Juvenilna oblika Kugelberg-Welander (tip 3)

  - (G12.2) Bolezen motoričnega nevrona
    - Familiarna bolezen motoričnega nevrona]]
    - Amiotrofična lateralna skleroza
    - Primarna lateralna skleroza
    - Progresivna bulbarna paraliza
    - Progresivna spinalna mišična atrofija

- (G13) Sistemske atrofije, ki primarno prizadenejo centralno živčevje pri boleznih, uvrščenih drugje
  - (G13.0) Paraneoplastična nevromiopatija in nevropatija
  - (G13.1) Druge sistemske atrofije pri neoplazmah, ki primarno prizadenejo centralno živčevje
    - Paraneoplastična limbična encefalopatija

  - (G13.2) Sistemska atrofija pri miksedemu, ki primarno prizadenejo centralno živčevje
  - (G13.8) Sistemska atrofija pri drugih boleznih, uvrščenih drugje, ki primarno prizadenejo centralno živčevje

### (G20-G26) Ekstrapiramidne bolezni in motnje gibanja
- (G20) Parkinsonova bolezen

- (G21) Secondarni parkinsonizem
  - (G21.0) Maligni nevroleptični sindrom
  - (G21.3) Postencefalitični parkinsonizem

- (G22) Parkinsonizem pri boleznih, uvrščenih drugje
  - Sifilitični parkinsonizem

- (G23) Druge degenerativne bolezni bazalnih ganglijev
  - (G23.0) Hallervorden-Spatzova bolezen
  - (G23.1) Progresivna supranuklearna oftalmoplegija (Steele-Richardson-Olszewski)
  - (G23.2) Striatonigralna degeneracija
  - (G23.8) Duge opredeljene degenerativne bolezni bazalnih ganglijev
    - Kalcifikacija bazalnih ganglijev

  - (G23.9) Degenerativna bolezen bazalnih ganglijev, neopredeljena

- (G24) Distonija
  - (G24.0) Distonija, ki jo povzročajo zdravila
  - (G24.1) Idiopatska familiarna distonija
  - (G24.2) Idiopatska nefamiliarna distonija
  - (G24.3) Spastični tortikolis
  - (G24.4) Idiopatska orofacialna distonija
    - Orofacialna diskinezija

  - (G24.5) Blefarospazem
  - (G24.8) Druge vrste distonija
  - (G24.9) Distonija, neopredeljena
    - Diskinezija BDO

- (G25) Druge ekstrapiramidne in motnje gibanja
  - (G25.0) Esencialni tremor
  - (G25.1) Tremor, ki ga povzroči zdravilo
  - (G25.2) Druge opredeljene oblike tremorja
    - Intencijski tremor

  - (G25.3) Mioklonus
  - (G25.4) Horea, ki jo povzroči zdravilo
  - (G25.5) Druge vrste horea
  - (G25.6) Tiki, ki jih povzroči zdravilo in druge vrste tiki organskega izvora
  - (G25.8) Druge opredeljene ekstrapiramidne motnje in motnje gibanja
    - Sindrom nemirnih nog
    - Sindrom okorelosti

  - (G25.9) Ekstrapiramidna motnja in motnja gibanja, neopredeljena

- (G26) Ekstrapiramidne in motnje gibanja pri boleznih, uvrščenih drugje

### (G30-G32) Druge degenerativne bolezni živčevja
- (G30) Alzheimerjeva bolezen

- (G31) Druge degenerativne bolezni živčevja, ki niso uvrščene drugje
  - (G31.0) Cirkumskriptna možganska atrofija
    - Pickova bolezen
    - Progresivna izolitana afazija

  - (G31.1) Senilna degeneracija možganov, ki ni uvrščena drugje
  - (G31.2) Degeneracija živčevja zaradi alkohola
  - (G31.8) Druge opredeljene degenerativne bolezni živčevja
    - Degeneracija sive možganovine (Alpers)
    - Subakutna nekrotizirajoča encefalopatija (Leigh)

  - (G31.9) Degenerativna bolezen živčevja, neopredeljena

- (G32) Druge degenerativne okvare živčevja pri boleznih, uvrščenih drugje
  - (G32.0) Subakutna kombinirana degeneracija hrbtenjače pri boleznih, uvrščenih drugje
  - (G32.8) Druge opredeljene degenerativne okvare živčevja pri boleznih, uvrščenih drugje

### (G35-G37) Demielinizacijske bolezni centralnega živčevja
- (G35) Multipla skleroza

- (G36) Druge vrste akutna diseminirana demielinizacija
  - (G36.0) Neuromyelitis optica (Devic)
  - (G36.1) Akutni in subakutni hemorhagični levkoencepfalitis (Hurst)
  - (G36.8) Druge vrste opredeljene akutna diseminirana demielinizacija
  - (G36.9) Akutna diseminirana demielinizacija, neopredeljena

- (G37) Druge demielinizacijske bolezni centralnega živčevja
  - (G37.0) Difuzna skleroza
  - (G37.1) Centralna demielinizacija korpusa kalozuma
  - (G37.2) Central pontina mielinoliza
  - (G37.3) Akutni transverzalni mielitis pri demielinizacijski bolezni centralnega živčevja
  - (G37.4) Subakutni nekrotizirajoči mielitis
  - (G37.5) Koncentrična skleroza (Baló)
  - (G37.8) Druge opredeljene demielinizacijske bolezni centralnega živčevja
  - (G37.9) Demielinizacijska bolezen centralnega živčevja, neopredeljena

### (G40-G47) Epizodne in paroksizmalne motnje

#### Epilepsija
- (G40) Epilepsija
  - (G40.0) Lokalizirana (fokalna)(parcialna) idiopatska epilepsija in epileptični sindromi z napadi, ki se začnejo lokalizirano
  - (G40.1) Lokalizirana (fokalna)(parcialna) simptomatska epilepsija in epileptični sindromi z enostavnimi žariščnimi napadi
  - (G40.2) Lokalizirana (fokalna)(parcialna) simptomatska epilepsija in epileptični sindromi s kompleksnimi žariščnimi napadi
  - (G40.3) Generalizirana idiopatska epilepsija in epileptični sindromi 
    - Benigna:
      - mioklonična epilepsija in infancy
      - konvulzije novorojenčka (družinske)

    - Otroška epilepsija z absencami (piknolepija)
    - Epilepsija z grand mal napadi ob prebujanju
    - Juvenilna:
      - epilepsija z absencami
      - mioklonična epilepsija (impulzivni petit mal)

    - Neopredeljeni epileptični napadi:
      - atonični
      - klonični
      - mioklonični
      - tonični
      - tonično-klonični

  - (G40.4) Druge vrste generalizirana epilepsija in epileptični sindromi 
    - Epilepsija z:
      - miokloničnimi absencami
      - mioklonično-astatičnimi napadi

    - Krči pri otrocih
    - Lennox-Gastautov sindrom
    - Napadi Salaam
    - Simptomatska zgodnja mioklonična encefalopatija
    - Westov sindrom

  - (G40.5) Posebni epileptični sindromi
    - Epilepsija partialis continua (Koževnikov)
    - Epileptični napadi, ki jih povzročijo alkohol, zdravila, hormonske spremembe, pomanjkanje spanja ali stres

  - (G40.6) Grand mal napadi, neopredeljeni (s ali brez petit mal)
  - (G40.7) Petit mal, neopredeljen, brez grand mal napadov
  - (G40.8) Druge vrste epilepsija
    - Epilepsije in epileptični sindromi, ki niso opredeljeni kot žariščni ali generalizirani

  - (G40.9) Epilepsija, neopredeljena

- (G41) Status epilepticus
  - (G41.0) Grand mal status epilepticus
  - (G41.1) Petit mal status epilepticus
  - (G41.2) Status epilepticus s kompleksnimi žariščnimi napadi
  - (G41.8) Druge vrste status epilepticus
  - (G41.9) Status epilepticus, neopredeljen

#### Glavoboli
- (G43) Migrene
  - (G43.0) Migrena brez avre (navadna migrena)
  - (G43.1) Migrena z avro (klasična migrena)
  - (G43.2) Status migrainosus
  - (G43.3) Migrena z zapleti
  - (G43.8) Druge vrste migrena
    - Oftalmoplegična migrena
    - Retinalna migrena

  - (G43.9) Migrena, neopredeljena

- (G44) Druga glavobolni  sindromi
  - (G44.0) Sindrom glavobola v skupkih
  - (G44.1) Žilni glavobol, ki ni uvrščen drugje
  - (G44.2) Glavobol tenzijskega tipa
    - Tenzijski glavobol

  - (G44.3) Kronični popoškodbeni glavobol
  - (G44.4) Glavobol, ki ga povzročijo zdravila, ki ni uvrščen drugje
  - (G44.8) Drugi opredeljeni glavobolni sindromi

#### Možganskožilne
- (G45) Prehodni možganski ishemični napadi (tranzitorne ishemične atake (TIA)) in sorodni sindromi
  - (G45.0) Vertebrobazilarni sindrom
  - (G45.1) Karotidni sindrom (hemisferini)
  - (G45.2) Multipli in bilateralni sindromi precerebralnih arterij
  - (G45.3) Amaurosis fugax
  - (G45.4) Prehodna (tranzitorna) globalna amnezija
  - (G45.8) Drugi prehodni možganski ishemični napadi in sorodni sindromi
  - (G45.9) Prehodni možganski ishemični napad, neopredeljen
    - Spazem možganske arterije
    - Prehodna možganska ishemija BDO

- (G46) Možganski žilni sindromi pri cerebrovaskularnih boleznih
  - (G46.0) Sindrom srednje možganske arterije
  - (G46.1) Sindrom sprednje možganske arterije
  - (G46.2) Sindrom zadnje možganske arterije
  - (G46.3) Sindrom inzulta v možganskem deblu
    - Benediktov sindrom
    - Claudeov sindrom
    - Fovilleov sindrom
    - Millard-Gublerjev sindrom
    - Wallenbergov sindrom
    - Webrov sindrom

  - (G46.4) Sindrom cerebralnega inzulta
  - (G46.5) Čisti motorični lakunarni sindrom
  - (G46.6) Čisti senzorični lakunarni sindrom
  - (G46.7) Drugi lakunarni sindromi
  - (G46.8) Drugi možganski žilni sindromi pri cerebrovaskularnih boleznih

#### Motnje spanja
- (G47) Motnje spanja
  - (G47.0) Motnje uspavanja in vzdrževanja spanja (insomnije)
  - (G47.1) Motnje s povečano zaspanostjo (hipersomnije)
  - (G47.2) Motnje v raporeditvi spanja in budnosti
  - (G47.3) Apneja v spanju
  - (G47.4) Narkolepsija in katapleksija
  - (G47.8) Druge motnje spanja
    - Kleine-Levinov sondrom

  - (G47.9) Motnja spanja, neopredeljena

### (G50-G59) Okvare živcev, živčnih korenin in pletežev
- (G50) Okvare trigeminusa (V)
  - (G50.0) Nevralgija trigeminusa
    - Sindrom paroksizimalne obrazne bolečine
    - Tic douloureux

- (G51) Okvare facialisa (obraznega živca) (VII)
  - (G51.0) Bellova paraliza
    - Obrazna paraliza

  - (G51.1) Ganglionitis geniculi
  - (G51.2) Melkerssonov sindrom
    - Melkersson-Rosenthalov sindrom

  - (G51.3) Klonični hemifacialni spazem
  - (G51.4) Obrazna miokimija
  - (G51.8) Druge okvare facialisa
  - (G51.8) Okvara facialis, neopredeljena

- (G52) Okvare drugih možganskih živcev
  - (G52.0) Okvare olfaktornega živca (I)
  - (G52.1) Okvare glosofaringikusa (IX)
  - (G52.2) Okvare vagusa (X)
  - (G52.3) Okvare hipoglosusa (XII)
  - (G52.7) Multiple okvare možganskih živcev
    - Polyneuritis cranialis

  - (G52.8) Okvare drugih opredeljenih možganskih živcev
  - (G52.9) Okvara možganskega živca, neopredeljena

- (G53) Okvare možganskih živcev pri boleznih, uvrščenih drugje

- (G54) Okvare živčnih korenin in pletežev
  - (G54.0) Okvare brahialnega pleteža
    - Sindrom torakalanega izhoda

  - (G54.1) Okvare lumbosakralnega pleteža
  - (G54.2) Okvare cervikalnih korenin, ki niso uvrščene drugje
  - (G54.3) Okvare torakalnih korenin, ki niso uvrščene drugje
  - (G54.4) Okvare lumbosakralnih korenin, ki niso uvrščene drugje
  - (G54.5) Nevralgična amiotropfija
    - Parsonage-Aldren-Turnerjev sindrom

  - (G54.6) Sindrom fantomskega uda z bolečino
  - (G54.7) Sindrom fantomskega uda brez bolečine

- (G55) Kompresijske okvare živčnih korenin in pletežev pri boleznih, uvrščenih drugje

- (G56) Mononevropatije na zgornjem udu
  - (G56.0) Sindrom karpalnega kanala
  - (G56.1) Druge okvare medialnega živca
  - (G56.2) Okvara ulnarnega živca
  - (G56.3) Okvara radialnega živca
  - (G56.4) Kavzalgija
  - (G56.8) Druge mononevropatije na zgornjem udu
  - (G56.9) Mononevropatija na zgornjem udu, neopredeljena

- (G57) Mononevropatije na spodnjem udu
  - (G57.0) Okvara ishiadičnega živca
  - (G57.1) Meralgia paraesthetica
  - (G57.2) Okvara femoralnega živca
  - (G57.3) Okvara lateralnega poplitealnega živca
  - (G57.4) Okvara medialnega poplitealnega živca
  - (G57.5) Sindrom tarzalnega kanala
  - (G57.6) Okvara plantarnega živca
    - Mortonova metatarzalgija

  - (G57.8) Druge mononevropatije na spodnjem udu
  - (G57.9) Mononevropatija na spodnjem udu, neopredeljena

- (G58) Druge mononevropatije
  - (G58.0) Interkostalna nevropatija
  - (G58.7) Mononeuritis multiplex
  - (G58.8) Druge opredeljene mononevropatije
  - (G58.9) Mononevropatija, neopredeljena

- (G59) Mononevropatija pri boleznih, uvrščenih drugje

### (G60-G64) Polinevropatije in druge bolezni perifernega živčevja
- (G60) Hereditarna in idiopatska nevropatija
  - (G60.0) Hereditarna motorična in senzorična nevropatija
    - Charcot-Marie-Toothova bolezen
    - Déjerine-Sottasova bolezen
    - Hereditarna motorična in senzorična nevropatija, tipi I-IV
    - Hipertrofična nevropatija v otroštvu
    - Peronealna mišična atrofija (aksonska oblika)(hipertrofična oblika)
    - Roussy-Lévyev sindrom

  - (G60.1) Refsumova bolezen
  - (G60.2) Nevropatija v zvezi z hareditarno ataksijo
  - (G60.3) Idiopatska progresivna nevropatija
  - (G60.8) Druge hereditarne in idiopatske nevropatije
    - Morvanova bolezen
    - Nelatonov sindrom
    - Senzorična nevropatija

  - (G60.9) Hereditarna in idiopatska nevropatija, neopredeljena

- (G61) Vnetna polinevropatija
  - (G61.0) Guillain-Barréjev sindrom
  - (G61.1) Serumska nevropatija
  - (G61.8) Druge vnetne polinevropatije
  - (G61.9) Vnetna polinevropatija, neopredeljena

- (G62) Druge polinevropatije
  - (G62.0) Polinevropatija, ki jo povzroči zdravilo
  - (G62.1) Alkoholna polinevropatija
  - (G62.2) Polinevropatija zaradi drugih toksičnih snovi
  - (G62.8) Druge opredeljene polinevropatije
    - Polinevropatija zaradi radiacije

  - (G62.9) Polinevropatija, neopredeljena
    - Nevropatija BDO

- (G63) Polinevropatija pri boleznih, uvrščenih drugje
  - (G63.0) Polinevropatija pri infekcijskih in parazitskih boleznih, uvrščenih drugje
  - (G63.1) Polinevropatija pri neoplazmah
  - (G63.2) Diabetična polinevropatija
  - (G63.3) Polinevropatija pri drugih endokrinih in presnovnih boleznih
  - (G63.4) Polinevropatija pri pomanjkljivi prehrani
  - (G63.5) Polinevropatija pri sistemskih vezivnotkivnih boleznih
  - (G63.6) Polinevropatija pri drugih mišičnoskeletnih motnjah
  - (G63.8) Polinevropatija pri durgih boleznih, uvrščenih drugje
- (G64) Druge okvare perifernega živčevja

### (G70-G73) Bolezni živčnomišičnega stika in mišic
- (G70) Myasthenia gravis in druge živčnomišične motnje
  - (G70.0) Myasthenia gravis
  - (G70.1) Toksične živčnomišične motnje
  - (G70.2) Prirojena in razvojna miastenija

- (G71) Primarne mišične bolezni
  - (G71.0) Mišična distrofija
    - benigna mišična distrofija (Beckerjeva mišična distrofija)
    - benigna skapuloperonealna mišična distrofija v otroštvu (Emery-Dreifussova mišična distrofija)
    - distalna mišična distrofija
    - ramensko-medenična mišična distrofija
    - okularna mišična distrofija
    - okulofaringealna mišična distrofija
    - skapuloperonealna mišična distrofija
    - mišična distrofija hude oblike (Duchennejeva mišična distrofija)

  - (G71.1) Miotonične motnje
    - Miotonična distrofija (Steinert)
    - Hondrodistrofična miotonija
    - Miotonija po zdravilih
    - Simptomatska miotonija
    - Prirojena miotonija - BDO:
    - Prirojena miotonija - dominantna (Thomsen)
    - Prirojena miotonija - recesivna (Becker)
    - Nevromiotonija (Isaacs)
    - Paramyotonia congenita
    - Psevdomiotonija

  - (G71.2) Prirojene miopatije
    - Prirojena mišična distrofija
    - Disproporc tipov vlaken
    - Bolezen strženov
    - Bolezen malih strženov
    - Bolezen mltiplih strženov
    - Centronuklearna miopatija
    - Miotubularna miopatija
    - Nemalinska miopatija

  - (G71.3) Mitohondriska miopatija, ki ni uvrščena drugje

- (G72) Druge miopatije
  - (G72.0) Miopatija, povzročena z zdravili
  - (G72.1) Alcoholna miopatija
  - (G72.2) Miopatija zaradi drugih toksičnih snovi
  - (G72.3) Periodične paralize
    - Hipokalemična periodična paraliza
    - Hiperkalemična periodična paraliza

- (G73) Motnje živčnomišičnega stika in mišic pri boleznih, uvrščenih drugje
  - (G73.0) Miastenični sindromi pri endokrinih boleznih
  - (G73.1) Eaton-Lambertov sindrom
  - (G73.2) Drugi miastenični sindromi pri neoplazmah
  - (G73.3) Miastenični sindromi pri drugih boleznih, uvrščenih drugje
  - (G73.4) Miopatije pri infekcijskih in parazitskih boleznih, uvrščenih drugje
  - (G73.5) Miopatija pri endokrinih boleznih
  - (G73.6) Miopatija in metaboličnih boleznih
  - (G73.7) Miopatija pri drugih boleznih, uvrščenih drugje

### (G80-G83) Cerebralna paraliza in drugi paralizni sindromi
- (G80) Cerebralna paraliza
  - (G80.0) Spastična kvadriplegična cerebralna paraliza
  - (G80.1) Spastična diplegična cerebralna paraliza
  - (G80.2) Spastična hemiplegična cerebralna paraliza
  - (G80.3) Diskinetična cerebralna paraliza
  - (G80.4) Ataksična cerebralna paraliza
  - (G80.8) Druge cerebralne paralize
  - (G80.9) Cerebralna paraliza, neopredeljena

- (G81) Hemiplegija
  - (G81.0) Flakcidna hemiplegija
  - (G81.1) Spastična hemiplegija
  - (G81.9) Hemiplegija, neopredeljena

- (G82) Paraplegija in tetraplegija
  - (G82.0) Flakcidna paraplegija
  - (G82.1) Spastična paraplegija
  - (G82.2) Paraplegija, neopredeljena
    - Paraliza obeh spodnjih udov BDO
    - Paraplegija (spodnja) BDO

  - (G82.3) Flakcidna tetraplegia
  - (G82.4) Spastična tetraplegia
  - (G82.5) Tetraplegija, neopredeljena
    - Kvadriplegija BDO

- (G83) Druga paralitični sindromi
  - (G83.0) Diplegija zgornjih udov
  - (G83.1) Monoplegija spodnjega uda
  - (G83.2) Monoplegija zgornjega udov
  - (G83.3) Monoplegija, neopredeljena
  - (G83.4) Sindrom kavde ekvine
  - (G83.8) Drugi opredeljeni paralitični sindromi
    - Toddova paraliza (poepileptična)

  - (G83.9) Paralitični sindrom, neopredeljen

### (G90-G99) Druge motnje živčevja
- (G90) Motnje avtonomnega živčevja
  - (G90.0) Idiopatska peripherna avtonomna nevropatija
  - (G90.1) Familiarna disavtonomija (Riley-Day)
  - (G90.2) Hornerjev sindrom
  - (G90.3) Multisistemska degeneracija
  - (G90.8) Druge motnje avtonomnega živčevja
  - (G90.9) Motna avtonomnega živčevja, neopredeljena

- (G91) Hidrocefalus
- (G92) Toksična encefalopatija

- (G93) Druge možganske motnje
  - (G93.0) Možganske ciste
    - Arahnoidna cista
    - Porencefalična cista, pridobljena

  - (G93.1) Anoksične možganske okvare, ki niso uvrščene drugje
  - (G93.2) Benigna intrakranialna hipertenzija
  - (G93.3) sindrom utrujenosti po preboleli virozi
  - (G93.4) Encefalopatija, neopredeljena
  - (G93.5) KOmpresivna okvara možganov
  - (G93.6) Možganski edem
  - (G93.7) Reyev sindrom
  - (G93.8) Druge opredeljene možganske okvare
    - Postradiacijska encefalopatija

  - (G93.9) Možganska okvara, neopredeljena

- (G94) Drugemožganske motnje pri boleznih, uvrščenih drugje

- (G95) Druge bolezni hrbtenjače
  - (G95.0) Siringomielija in siringobulbija
  - (G95.1) Vascularne mielopatije
    - Akutni infarkt hrbtenjače (embolični)(neembolični)
    - Arterijska tromboza hrbtenjače
    - Hematomielija
    - Edem hrbtenjače

  - (G95.2) Kompresija hrbtenjače, neopredeljena
  - (G95.8) Druge opredeljene bolezni hrbtenjače
    - Spinalni mehur BDO

  - (G95.9) Bolezen hrbtenjače, neopredeljena
    - Mielopatija BDO

- (G96) Druge motnje centralnega živčevja
  - (G96.0) Izgubljanje cerebrospinalne tekočine
  - (G96.1) Motnje mening, ki niso uvrščene drugje
    - Meningealne adhezije (cerebralne)(spinalne)

  - (G96.8) Druge opredeljene motnje centralnega živčevja
  - (G96.9) Motnja centralnega živčevja, neopredeljena

- (G97) Motnje po posegih na živčevju, ki niso uvrščene drugje
  - (G97.0) Izgubljanje cerebrospinalne tekočine po spinalni punkciji
  - (G97.1) Druge motnje po spinalni in lumbalni punkciji
  - (G97.2) Intrakranialna hipotenzija po operativnem odvodu cerebrospinalne tekočine iz ventriklov
  - (G97.8) Druge motnje po posegih na živčevju
  - (G97.9) Motnja po posegih na živčevju, neopredeljena

- (G98) Druge motnje živčevja, ki niso uvrščene drugje

- (G99) Druge motnje živčevja pri boleznih, uvrščenih drugje